# 専修大学硬式野球部
専修大学硬式野球部（せんしゅうだいがくだいがくこうしきやきゅうぶ、英: Senshu University Baseball Club）は、東都大学野球連盟に所属する大学野球チーム。専修大学の学生によって構成されている。

## 創部
1925年（大正14年）創部

## 歴史
1925年に創部。同25年春、国学院大、日本大、東洋大、東京商科大、宗教大などと共に東京新大学野球連盟を結成。
1931年、五大学野球連盟（現・東都大学野球連盟）の結成と共に加盟、同年初めて開催された春季リーグ戦において優勝した。1939年春から41年秋にかけて戦後まで長らく単独東都記録であったリーグ戦6連覇を達成。中央大、日本大との三つ巴の戦いのなか、戦前の1940年代前半までにエース梶岡忠義、一言多十投手らが活躍しリーグ戦優勝回数を積み重ねていった。リーグ草創期から戦後にかけた1930年代 - 1940年代は中大との2強時代を形成し、その間、それぞれの優勝回数は専大15回・中大13回にのぼる（日大は4回）。
1947年から5回実施された、東京六大学、旧関西六大学、そして東都大学の3連盟間で王座を決定する全国大学野球王座決定戦には、第1回（1947年）と第5回大会（1951年）に出場し、いずれも3校優勝預かりとなっている。
1950年代に入ると専大と日大の2強時代になり、それぞれの優勝回数は9回・8回になる（中大は2回）。この時代、のちに「円月打法」で下記小池堀込らと共に南海400フィート打線の一翼で知られる杉山光平らが活躍した。全日本大学選手権には1952年の第1回大会から出場したが、この時は準決勝で関西学院大に5-6で惜敗。翌翌1954年の第3回大会では、渡辺清、共に済々黌高出身の岡本健一郎・片山嘉視ら4年生、2年森永勝也、1年望月教治（のち専大監督）らの打撃陣を擁するも、準決勝で秋山登と土井淳のバッテリー擁する明治大に3-4で惜敗した。1957年、4年伊藤正敏投手（通算28勝11敗）、3年生の主砲興津立雄らを擁しリーグ戦春秋連覇。出場3度目の第6回全日本大学野球選手権大会で決勝に初進出したが、4年生長嶋茂雄らがいる立教大に0-5で敗退した。翌翌1959年、エース坂井勝二（通算18勝5敗、同年秋に中退）や山本兵吾（通算18勝6敗）らの投手陣に小池兼司ら3年生の投打の柱と、4年横山政之、2年堀込基明らを擁するも、第8回全日本大学野球選手権大会準決勝で木次文夫、徳武定之らがいる早稲田大に2-3で惜敗。
1961年秋に一転して初の最下位となり、入替戦で東洋大に敗れ初の2部降格となる。翌1962年春に入替戦で東農大を破り1季で1部に復帰した。1965年、1年生エース芝池博明（通算41勝31敗〈東都歴代1位〉）、4年生佐野真樹夫、3年生塩沢誠や佐藤正治らの活躍でリーグ戦春秋連覇。過去4度出場しながら制覇にまで至らなかった第14回全日本大学野球選手権大会では、準決勝で芝池が新興東海大相手に大会初の完全試合を達成し6-0で下す。続く決勝で立命館大を7-4で破り念願の初優勝を遂げた。しかし、その後はリーグ戦で優勝できず、芝池が4年時の1968年秋に日大との入替戦で敗れ、2度目の2部降格となる。以降、1969年春から1974年春まで2部に定着。
1970年代に入ると無双ぶりを発揮した駒澤大に加えて中大も依然強く、この70年代から1980年代にかけて亜細亜大、東洋大、さらに青山学院大など新興勢力の躍進により、専修も1部と2部を往復する時期が続くようになった。
しかし、リーグ屈指の古豪チームとしての意地を発揮し、その間、1972年から60年代駒大躍進時の監督を務めたOBの小林昭仁が監督就任。1974年春、3年大屋好正（通算14勝11敗）と2年吉武正成両投手を擁して2部リーグで優勝。続く入替戦で3年生投手金沢真哉や2年生河原井正雄らの青学大を下し1部昇格。1977年、堀田一彦（通算19勝10敗、のち専大監督）と中尾孝義（1浪入学）のバッテリーや打撃の漆畑和男ら3年生の投打を擁して、春秋リーグ戦を連覇した3年石毛宏典らの駒大に次ぐ春秋それぞれ2位で折り返した。山沖之彦（通算22勝22敗）や見形仁一（のち専大コーチ、石巻専大監督）ら甲子園を湧かせた投手らが入部した翌1978年春に1部リーグ優勝。同78年秋は松沼雅之投手がいる東洋大に次ぐ2位となった。堀田らが卒業した翌1979年春に入替戦で3年吉田幸夫投手ら青学大に敗れ2部に降格するも、翌1980年春に入替戦で国士舘大を破り1部昇格。翌1981年秋と翌1982年秋の1部リーグで優勝を果たしている。続く全国大会では、78年春の大学選手権（第27回大会）は、堀田や1年山沖らの投手陣と中尾のバッテリーを擁し高橋三千丈と鹿取義隆両投手擁する明治大に決勝で0-5で敗れ準優勝。81年秋の神宮大会（第12回大会）は、エース山沖投手、3年定岡徹久と齋藤正直（のち専大監督）らを擁し2年和田護投手や3年木戸克彦擁する法政大に決勝で4-8で敗れ準優勝。翌82年秋の同神宮大会（第13回大会）は、準優勝した川原新治と清川栄治両投手擁する大阪商大に2回戦で1-2で惜敗した。
1983年、のちに亜大小池秀郎（通算28勝14敗）に更新されるまで東都のシーズン奪三振記録2位につけた関清和投手（1部リーグ通算6勝10敗）のほか、畝龍実投手、宮里太、西俊児らが入学。入学直後、4年生エース長冨浩志擁する国士大との春の入替戦で敗れ83年秋から85年秋まで2部に留まった。国士大の出場停止処分で自動昇格した翌1986年の春秋両シーズン、最上級生となった関らが駒大新谷博や亜大阿波野秀幸両投手の向こうを張り春4位・秋3位で折り返した。以降、1992年春まで1部に定着した。
1989年春、エース岡林洋一（通算28勝18敗）、武藤潤一郎（通算6勝8敗）、杉山賢人（通算4勝8敗）らの投手陣と長谷高成泰（のち専大監督・GM）ら3年生の投打、4年比嘉孝也（NTT東京）、2年町田公二郎らを擁して、駒大や青学大を振り切り、82年秋以来7年13季ぶり31度目のリーグ優勝を果たす。続く第38回全日本大学野球選手権大会準決勝で3年佐野重樹投手擁する近畿大呉工学部を2-1（延長13回）で下し、決勝の近畿大戦では、町田の左前打や逆転3ランなどで無失点記録更新中だった近大酒井光次郎投手を序盤から引きずり下ろしたものの、岡林ら専大投手陣も打ち込まれ7-10の乱打戦の末に惜敗した。しかしこれを最後に、駒大や亜大はもとより青学大が台頭するなかチームは低迷。同年秋は青学が優勝し専修は駒大に次ぐ3位。翌1990年は、春秋リーグ戦とも岡林の同期のライバル小池秀郎投手擁する亜大が連覇し、専修は春秋とも駒大・青学に次ぐ4位に終わった。1990年代以降は1部と2部を往復する状態が続いた。
1992年春、小川洋・影山崇（それぞれ88春の甲子園優勝・ベスト4投手）両4年生が投手層の一角を成していたものの1部最下位となり、入替戦で3年酒井弘樹投手擁する国学院大に敗れ2部降格。
1995年秋、4年小林幹英（1部リーグ通算0勝0敗）と3年黒田博樹（1部リーグ通算6勝4敗）の両輪、2年安藤正則（1部リーグ通算8勝7敗）らの投手陣と4年味園博和のバッテリーを擁して、入替戦で3年戸部浩や2年清水直行らの投手陣擁する日本大を下し92年春以来4年8季ぶりとなる1部昇格。1998年秋にリーグ戦2位になるものの翌1999年春には一転して最下位となり、入替戦で花田真人と阿部慎之助のバッテリー擁する中大に敗れ2部降格。翌2000年、春秋とも2部で5位。翌2001年、最上級生となった酒井泰志（1部リーグ通算4勝6敗）、3年江草仁貴（1部リーグ通算1勝3敗）と杉山春樹（1部リーグ通算0勝0敗）らの投手陣を擁して春秋とも2部で優勝するも両入替戦で東洋大に敗れ残留。翌2002年春に2部優勝。入替戦で駒大を下し1部に復帰するも同年秋の入替戦でその駒大に1季で敗れまたしても2部に降格。翌2003年春に2部で優勝するも入替戦で日大に敗れ残留。同年秋に専大史上初となる2部最下位となるも入替戦で3部優勝校大正大を下し残留（のちに2010年秋・2011年春にも2部最下位となり、いずれも入替戦で勝利し残留）。
2004年、春秋とも2部で優勝するも両入替戦で敗れ残留。また、大学野球では初となるGMに長谷高成泰監督が就任したが、翌2005年秋季リーグ後にGMを退任し監督業に専念。後任GMに準硬式野球部出身者の江崎久が就任した。最上級生の長谷川勇也と松本哲也らを軸に翌2006年秋に2部優勝し、入替戦で4年長野久義や3年篠田純平投手擁する日大を下し9季ぶりに1部昇格。翌2007年春季1部リーグ戦で一転して最下位に沈み、入替戦でも立正大に敗れ1季で2部に降格。2009年からGMの江崎が兼任監督となり、就任直後の春季2部リーグで優勝するなど健闘したが1部復帰はならなかった。
2011年から江崎は再びGMに専念し、後任監督にコーチを務めていた文星芸大附属高前監督の高橋薫が就任。2012年秋季に2部優勝を果たし、入替戦で東洋大相手に2連勝し12季ぶりに1部昇格。しかし翌2013年春季1部リーグ戦で一転して最下位となり、入替戦でも拓殖大に敗れ2部に降格。前々回・前回の1季で2部降格という屈辱を繰り返す結果となってしまった。2013年秋季限りで高橋監督は退任。2014年から同大学OBでJFE東日本監督を務めた斎藤正直が監督就任。同監督は社会人時代の人脈を生かし社会人野球強豪との練習試合を数多く行うなどチーム全体のレベルアップに取り組み、同年秋季リーグで2部優勝を果たす。2年生投手岡野祐一郎や3年吉田正尚らを擁する青学大との入替戦では2勝1敗（1敗は試合時間4時間半を超える延長14回サヨナラ負け）の接戦で征し、4季ぶりの1部復帰となった。
1部に昇格した2015年春季リーグにおいて開幕6連勝とスタートダッシュに成功、結果的に1989年春以来26年52季ぶり32度目の1部リーグ優勝を成し遂げた。続く第64回全日本大学野球選手権大会は、4年生大野亨輔（1部リーグ通算8勝6敗、のち三菱重工East）と2年生高橋礼（1部リーグ通算8勝11敗）両投手のリレーも準々決勝で優勝した早稲田大に3-4で惜敗した。
しかし、2017年春季リーグ戦において最下位となり立正大に入替戦でも敗れ2部降格。以降、2部リーグ戦で幾度か優勝しつつもその都度入替戦で敗れ、2023年春秋リーグ戦終了時点で2部に属している。

## 本拠地
グラウンド・合宿所 - 神奈川県伊勢原市西富岡163

## 記録
※ 2023年春秋リーグ戦終了時点
- 東都大学野球リーグ 優勝32回（歴代1位）
- 全日本大学野球選手権 出場8回、優勝1回
- 明治神宮野球大会 出場2回、準優勝1回
- 明治神宮競技大会野球競技 大学の部 準優勝（1942年）
- 日本学生野球協会結成記念野球大会 大学の部 準優勝（1958年）

## 主な出身者
※Category:専修大学硬式野球部の選手を参照。

### 現役NPB選手
- 高橋礼（読売ジャイアンツ）
- 福永裕基（中日ドラゴンズ）
- 菊地吏玖（千葉ロッテマリーンズ）
- 西舘昂汰（東京ヤクルトスワローズ）

### 元NPB選手
- 武田勇（東京セネタース）※中退
- 畑福俊英（大日本東京野球倶楽部）
- 三村勲（中部日本軍、急映、大映、松竹、広島）
- 土肥省三（阪急）
- 梶岡忠義（阪神）
- 一言多十（セネタース/東急/急映、阪急）
- 野崎泰一（阪神、東急、広島）
- 杉山光平（近鉄、南海、阪急、南海）
- 渡辺清（阪急、大洋）
- 岡本健一郎（阪急）
- 片山嘉視（阪急）
- 森永勝也（広島、巨人）
- 坂本盛明（大洋）
- 福田昌久（南海、巨人）
- 古葉竹識（広島、南海）※中退
- 興津立雄（広島）
- 坂井勝二（大毎/東京/ロッテ、大洋、日ハム）※中退
- 山本兵吾（広島）
- 小池兼司（南海）
- 堀込基明（南海、中日）
- 寺岡孝（広島、南海）
- 佐野真樹夫（広島）
- 佐藤正治（阪神）
- 芝池博明（近鉄、太平洋クラブ、中日）
- 杉山知隆（大洋、日本ハム）
- 大屋好正（クラウンライター）
- 金島正彦（巨人）※1年で中退
- 吉武正成（日本ハム）
- 中尾孝義（中日、巨人、西武）
- 山沖之彦（阪急、オリックス、阪神）
- 定岡徹久（広島、日本ハム）
- 大野雄次（大洋、巨人、ヤクルト）※中退
- 宮里太（大洋/横浜）
- 関清和（ロッテ）
- 畝龍実（広島）
- 西俊児（ダイエー、日本ハム）
- 佐野心（中日） - 上記佐野真樹夫の子。元常葉菊川高校野球部部長・監督 / 森下知幸監督と二人三脚で2007年春の甲子園で常葉菊川初優勝時の部長。
- 岡林洋一（ヤクルト）
- 杉山賢人（西武、阪神、近鉄、横浜）
- 武藤潤一郎（ロッテ、日本ハム、西武）
- 町田公二郎（広島、阪神）
- 小林幹英（広島）
- 黒田博樹（広島、LAドジャース、NYヤンキース、広島）
- 安藤正則（西武）
- 酒井泰志（ロッテ）
- 江草仁貴（阪神、西武、広島）
- 杉山春樹（西武）
- 萩原多賀彦（ヤクルト）
- 芦沢明（巨人）
- 土本恭平（巨人）
- 松本哲也（巨人）
- 長谷川勇也（ソフトバンク）
- 池田駿（巨人、楽天）
- 森山恵佑（日本ハム）
- 佐藤奨真（ロッテ）
- 園部佳太（オリックス）※中退

### その他
- 前川芳男 - 元パシフィック・リーグ審判部長
- 富光男 - 元三菱重工神戸・高砂監督
- 齋藤正直 - 監督、元川崎製鉄千葉監督
- 松村祥史 - 自由民主党衆議院議員、第101代国家公安委員会委員長、内閣府特命担当大臣
- 長谷高成泰 - 元監督・GM、現野球部コーチ
- 須田喜照 - 現山梨学院大学野球部コーチ
- 中矢太 - 現済美高校野球部監督
- 松林康徳 - 現常総学院高校野球部部長
- 河野和洋 - 元プロ野球選手（米独立リーグ）、帝京平成大学コーチ / 甲子園で松井秀喜5打席連続敬遠時の相手明徳義塾高校投手。
- 山内浩史 - 元プロ野球選手（米アディロンダック・ランバージャックス（英語版）、米ジャクソン・セネターズ（英語版）、米サムライ・ベアーズ）
- 平間凜太郎 - プロ野球選手（墨メキシコシティ・レッドデビルズ、四国ILp高知ファイティングドッグス）
- 山内匠二 - 元プロ野球選手（BCL富山サンダーバーズ）、現 富山日野自動車野球部監督
- 深澤季生 - 元プロ野球選手（BCL石川ミリオンスターズ）、プロ野球ブルペン捕手
- 工藤祐二朗 - プロ野球選手（BCL福井ミラクルエレファンツ、神奈川フューチャードリームス）
- 味園博和 - プロ野球ブルペン捕手
- 崔一彦（山本一彦） - 元プロ野球選手（KBOリーグ）、KBOリーグコーチ
- 黒川ラフィ - ラグビー選手（コカ・コーラレッドスパークス）